# 藤木まり
藤木 まり（ふじき まり、1966年1月23日 - ）は、主に1980年代後半期に活躍した日本の元歌手、元タレント。山形県山形市出身。本名、井上 まりこ。
所属していた事務所はジョイ企画。

## 来歴・人物
サイズは身長160cm、B80cm、W58cm、H88cm（1986年当時）。血液型はA型。
中学生時代に弁論大会で優勝した経験がある。山形市立商業高等学校時代は、チアリーダーとしても活動。
高校卒業後、地元の農協に就職。1985年、友人に誘われてこの年の7月に開催された『第1回山形県歌謡大賞』（山形放送主催）にエントリーし、グランプリを受賞。芸能界・歌手デビューが決まり、日本テレビ『おはよう!サンデー』にて、日髙のり子の後任として1986年4月13日放送回からレギュラー出演、子供たちに交じってのマラソンランナーを務めた。なお、番組のレギュラー出演はこの『おはよう!サンデー』が初めて。1986年11月21日に『おはよう!サンデー』テーマ曲となった『恋はStep by Step』で歌手デビュー。歌手デビューわずか一週間後の1986年11月28日には、地元の山形県県民会館でソロコンサートを行った。
ダンス、テニス、スキー、ドライブ、旅行が趣味と活発な面を見せていた（1987年当時）。雑誌『GORO』1986年12月11日号では、スポーツで鍛えたという脚線美を披露したことがある。
1989年4月からは地元・山形放送のラジオ番組『YBCヤマコーサテライト広場 ターミナルミュージック』の日曜日パーソナリティを一年間担当、その後の状況は不明だったが、テレビ東京系列『日曜ビッグバラエティ』の、2015年4月26日放送『便利屋24時』及び2015年9月13日放送『日本のSOS!?便利屋密着24時 Part2』にて、横浜市に拠点を置く会社『ネクストサービス』の社員として久々に出演し、“便利屋”として働く様子が紹介されていた。この時は「2人の子を持つシングルマザー」と紹介された。

## ディスコグラフィー

### シングル
| 発売日         | レーベル | 面 | タイトル         | 作詞   | 作曲   | 編曲     | 備考                                        |
| -------------- | -------- | -- | ---------------- | ------ | ------ | -------- | ------------------------------------------- |
| 1986年11月21日 | VAP      | A  | 恋はStep by Step | 徒然草 | 佐藤健 | 小林信吾 | 日本テレビ系列『おはよう!サンデー』テーマ曲 |
| 1986年11月21日 | VAP      | B  | Fool’s Paradise  | 徒然草 | 佐藤健 | 小林信吾 | 日本テレビ系列『おはよう!サンデー』テーマ曲 |

## 出演

### テレビ
- おはよう!サンデー （日本テレビ）- 1986年4月13日～最終回
- うるとら7:00 （日本テレビ）

### ラジオ
- ときめきラブ♡まりにアタック! （『シンセン☆キラキラナイト』木曜日　秋田放送、山形放送、茨城放送、福井放送、山口放送　他）- 1986年10月～1987年9月[1]
- YBCヤマコーサテライト広場 ターミナルミュージック （山形放送）- 1989年4月～1990年3月、日曜日パーソナリティ